# Eristalinus suavissimus
Eristalinus suavissimus är en tvåvingeart som först beskrevs av Walker 1858.  Eristalinus suavissimus ingår i släktet slamflugor, och familjen blomflugor. Inga underarter finns listade i Catalogue of Life.